# Каян, Милан
Ми́лан Кая́н (словац. Milan Kajan; род. 11 июля 1970, Нитра) — словацкий кёрлингист и тренер по кёрлингу.
В составе мужской сборной Словакии участник двух чемпионатов Европы (лучший результат — девятнадцатое место в 2006). В составе смешанной сборной Словакии участник трёх чемпионатов Европы (лучший результат — девятое место в 2010). В составе смешанной парной сборной Словакии участник двух чемпионатов мира (лучший результат — восемнадцатое место в 2010).

## Команды
| Сезон                                               | Четвёртый         | Третий            | Второй        | Первый            | Запасной                                  | Турниры              |
| --------------------------------------------------- | ----------------- | ----------------- | ------------- | ----------------- | ----------------------------------------- | -------------------- |
| 2005—06                                             | Милан Каян        | Франтишек Питоняк | Radomir Vozar | Boris Kutka       |                                           | [ 2 ]                |
| 2006—07                                             | Франтишек Питоняк | Boris Kutka       | Милан Каян    | Rene Petko        | Karel Pospichal                           | ЧЕ 2006 (19 место)   |
| 2007—08                                             | Милан Каян        | Jiri Marsa        | Rene Petko    | Miroslav Kajan    |                                           | [ 3 ]                |
| 2011—12                                             | Павол Питоняк     | Франтишек Питоняк | Tomas Pitonak | Peter Pitonak     | Милан Каян тренер: Gerry "Soupy" Campbell | ЧЕ 2011 (24 место)   |
| Кёрлинг среди смешанных команд (mixed curling)      |                   |                   |               |                   |                                           |                      |
| 2008—09                                             | Rene Petko        | Габриэла Каянова  | Милан Каян    | Jana Janickova    |                                           | ЧЕСК 2008 (20 место) |
| 2009—10                                             | Милан Каян        | Габриэла Каянова  | Rene Petko    | Barbora Vojtusova | Martina Kajanova, Juraj Matuskovic        | ЧЕСК 2009 (16 место) |
| 2010—11                                             | Милан Каян        | Габриэла Каянова  | Rene Petko    | Martina Kajanova  |                                           | ЧЕСК 2010 (9 место)  |
| Кёрлинг среди смешанных пар (mixed doubles curling) |                   |                   |               |                   |                                           |                      |
| 2008—09                                             | Габриэла Каянова  | Милан Каян        |               |                   |                                           | ЧМСП 2009 (24 место) |
| 2009—10                                             | Габриэла Каянова  | Милан Каян        |               |                   | тренер: Martina Kajanova                  | ЧМСП 2010 (18 место) |

(скипы выделены полужирным шрифтом)

## Результаты как тренера национальных сборных
| Год  | Турнир                                              | Сборная                   | Место |
| ---- | --------------------------------------------------- | ------------------------- | ----- |
| 2008 | Чемпионат мира по кёрлингу среди смешанных пар 2008 | Словакия (смешанная пара) | 19    |
| 2010 | Первенство Европы по кёрлингу среди юниоров 2010    | Словакия (юниоры жен.)    | 7     |
| 2011 | Чемпионат Европы по кёрлингу 2011                   | Словакия (женщины)        | 13    |